# 鶴岡ひなた
鶴岡 ひなた（つるおか ひなた、12月26日 - ）は、日本のファッションモデル。特技は発酵マイスター、洋裁、バスケットボール。
宮城県石巻市出身。文化服装学院卒業。実家は石巻にて、洋菓子店経営（2011年4月10日付本人ブログより）。

## テレビCM・PV
- 損保ジャパン「入院パスポート ドミノ編」（CM)
- 阿波銀行「阿波三姉妹次女 編」（CM)
- ライオン「キレイキレイ 薬用泡ハンドソープ」（ハンドコンディショニング 篇）（CM）
- カルビー「カルビッツフルグラ®」（リアクション 篇）（CM）
- プリマハム「お歳暮ギフト」（CM）
- SCジョンソン「カビキラー」（２度目の誓い 篇）（CM）
- NEXCO中日本「逆走対策」（判断の瞬間 篇）（CM）
- イトーヨーカドー （クリスマスご予約 篇）（CM）
- 東芝（鉄道ソリューション 篇）（CM）
- クラシエ「肌美精 ターニングケア美白」（くすみ透明感 篇・乾燥 篇・キメハリ 篇）（CM）
- ソニー損保「Zippi」（自己負担ゼロ女性 篇）（CM）
- ココス「牡蠣とハンバーグの中華おこげ」・「冬のプレミアムハンバーグフェア」（CM）
- 花王「リセッシュ除菌ＥＸ フルタイム消臭」「メリーズパンツ」「ビオレ スキンケア洗顔料」「ハミングフレア」「マジックリン クリスマスクリーニング」 （CM）
- 日本航空「JAL国際線 新・間隔エコノミー」（着いてすぐ全開 篇）（CM）
- 日清食品「日清麺職人」（入魂 篇）（CM）
- ファンケル「マイルドクレンジングオイル」（100万人するんCA 篇）（CM）
- 日本生命（企業125年の変わらぬ想い 篇）（CM）
- エポスカード（CM）
- マクドナルド「グラコロ」（CM）
- マルコメ「プラス糀」(CM)
- デアゴスティーニ・ジャパン「リバティプリントでハンドメイド」（CM）
- 小林製薬「アイボンAL」
- 集英社「FLAG SHOP」（CM）
- すかいらーく「ガスト」（CM）
- ジョンソン「スクラビングバブル トイレスタンプクリーナー」（CM）
- スバル「トレジア」（CM）
- ABCマート 「ホーキンス スポーツ」（CM）
- 資生堂「ザ・コラーゲン」（CM）
- フリービット（CM）
- HEIWA（CM）
- シチズン（CM）
- アサヒ飲料「WONDA」（CM）
- キャドバリー・ジャパン「ホワイティーン」（CM）
- 東京ガス「ピピッとコンロ」（web）
- 真心ブラザーズ「胸を張れ」（PV）

## スチール広告
- 三菱自動車「ekスペース」
- 三井ホーム
- 三越伊勢丹「面接のお洋服と雑貨」
- 4℃「JEWELRY TIMES」
- 日本コカ・コーラ
- ワコール「ピンクリボン活動」
- クラシエホームプロダクツ「ナイーブ」（スチール）
- トヨタ「ハピカラ」
- 資生堂「ワタシプラス」
- 花王「メリーズ」（スチール）
- 富士フイルム
- パナソニック「USBモバイル電源」（スチール）
- NTTドコモ（カタログ）
- ABCマート「ホーキンス」
- GABA
- ファイザー
- オンワード樫山
- セシール（カタログ）
- 千趣会（カタログ）
- トップバリュ
- JINS（スチール）
- 無印良品（スチール）
- スクロール「micosuper」「ここちage」（スチール）
- アプロンワールド（カタログ）
- ワールド
- ユニチカ（カタログ）
- 鈴乃屋（カタログ）
- NEWYORKER（スチール）
- ヤギコーポレーション
- ツインバード
- コックス
- AYURA
- 名鉄不動産
- ミドリ安全
- BOSCH

## 雑誌
- 「レディブティック」（ブティック社）
- 「縫い代つき型紙でかんたんソーイング」【表紙含む】（ブティック社）
- 「エイジレスではける ウエストゴムのスカート&パンツ」【表紙含む】（ブティック社）
- 「CREA」（文藝春秋）
- 「からだにいいこと」（祥伝社）
- 「日経マガジンスタイル」（日本経済新聞社）
- 「LDK the Beauty」（晋遊舎）
- 「MacPeople」（アスキー・メディアワークス）
- 「デジファイ」【表紙】（ステレオサウンド）

## ラジオ
- ALL GOOD FRIDAY「CITIZEN GIRLS SPECIAL」（J-WAVE）

## テレビ
- 丸の内小町（EX）